# 永淳
永淳（682年二月—683年十二月）是唐高宗李治的第十三個年号。共计2年。开耀二年，因太子李显嫡长子李重润出生，唐高宗对此甚为喜悦，等到孙子满月，大赦天下，改元为永淳。

## 改元
- 開耀二年——二月十九日，改元開耀元年。[2][3][4]
- 永淳二年——十二月四日，改元弘道元年。[5][6][7]

## 纪年
| 永淳 | 元年  | 二年  |
| ---- | ----- | ----- |
| 公元 | 682年 | 683年 |
| 干支 | 壬午  | 癸未  |

## 參看
- 中國年號索引

## 引用
1. ↑  李崇智，《中國歷代年號考》，第99頁。
2. ↑  劉昫.  . 维基文库.「〔永淳元年〕二月癸未，以太子誕皇孫滿月，大赦。改開耀二年為永淳元年，大酺三日。」
3. ↑  歐陽脩.  . 维基文库.「永淳元年二月癸未，以孫重照生滿月，大赦，改元，賜酺三日。」
4. ↑  司馬光.  . 维基文库.「〔永淳元年二月〕癸未，改元，赦天下。」
5. ↑  劉昫.  . 维基文库.「〔永淳二年〕十二月己酉，詔改永淳二年為弘道元年。」
6. ↑  歐陽脩.  . 维基文库.「〔弘道元年〕十二月丁巳，改元，大赦。」
7. ↑  司馬光.  . 维基文库.「〔弘道元年〕十二月，丁巳，改元，赦天下。」

| 前一年號： 开耀 | 唐朝年号 682年－683年 | 下一年號： 弘道 |